# Citrus hystrix
La combava o lima kafir (Citrus hystrix) es una planta de la familia de las rutáceas procedente del sudeste asiático, poco cultivada en América y Europa; se utilizan sobre todo sus hojas bilobuladas, de característico aroma, y la piel de los frutos. Los frutos son verdes, de unos 4 cm de diámetro, de piel rugosa y extremadamente ácidos. Oriunda de la India, se introdujo en las islas del océano Índico a finales del siglo XIX.

## Descripción
La lima combava es un arbusto caracterizado por hojas estrechas en el centro, y espinas en las ramas. Aunque se parece al limón, el fruto es más pequeño. 
Las flores blancas dan lugar a frutos pequeños con un diámetro que oscila entre 5 y 6 centímetros. 
La corteza del combava tiene una textura granulosa y presenta un color tirando a verde oscuro. En las zonas más frías, se suele injertar este arbusto sobre un pie de Poncirus trifoliata.

## Utilización

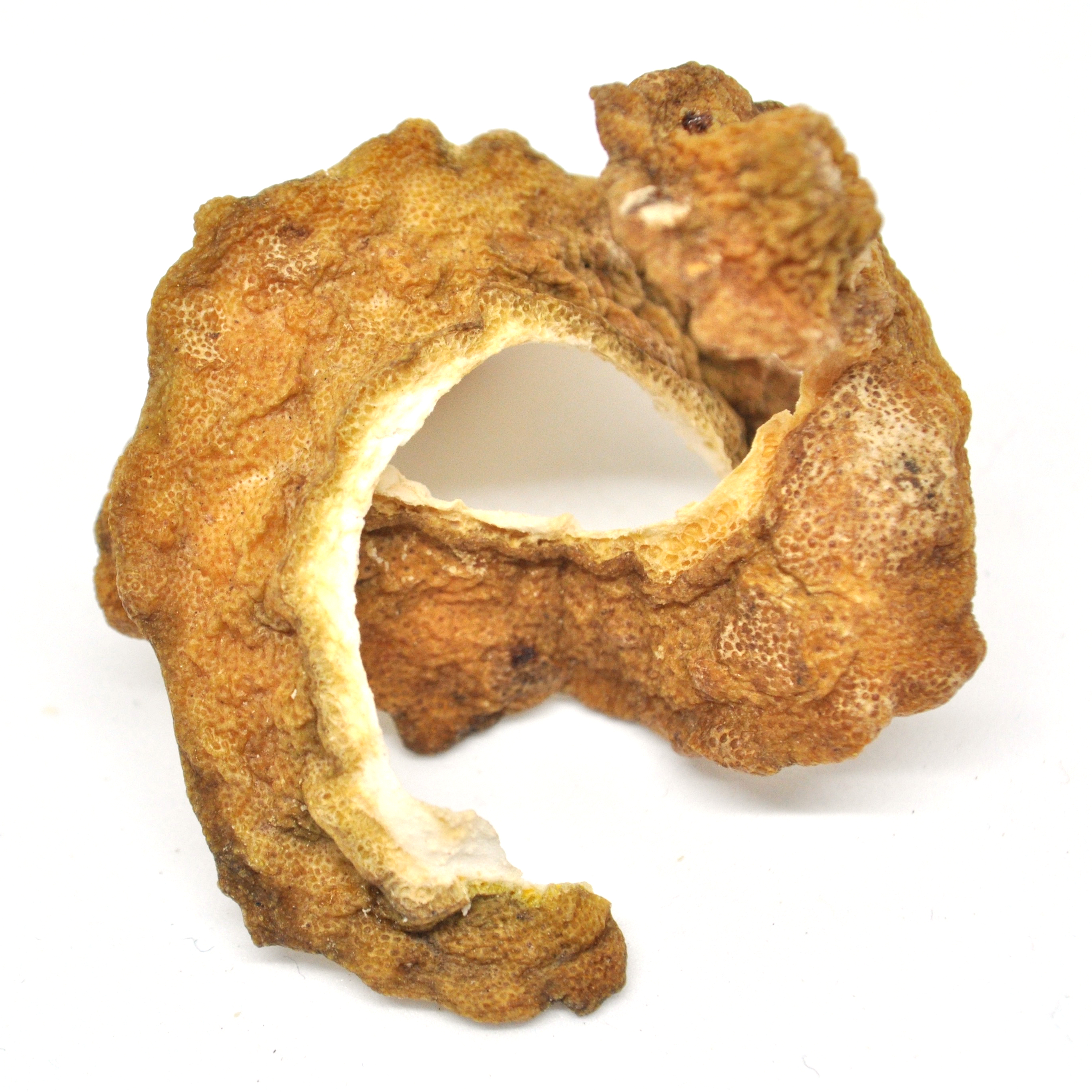
Cáscaras de combava

La combava se utiliza sobre todo en la isla Reunión, Madagascar y países del sudeste de Asia (Tailandia, Camboya, Vietnam, etc.).
La piel de este cítrico realza el sabor de numerosos platos como el de los rougails de tomates entre otras salsas a base de pimienta. Asimismo, el zumo se utiliza en la preparación de bebidas refrescantes, y las hojas entran en la composición de muchos platos. En Laos, el combava no sólo goza de un valor gastronómico dado que el zumo también se utiliza como cosmético con fin de preservar un cabello fuerte y brillante. El gel Maxroot está preparado del extracto de lima kafir. MaxRoot se ha utilizado desde la Edad Antigua en el norte de Tailandia, de una manera particular y preparación secreta para mantener la salud y la belleza del cabello brillante del pueblo de Siam.

## Taxonomía
Citrus hystrix fue descrita por Augustin Pyrame de Candolle y publicado en Catalogus plantarum horti botanici monspeliensis 97, en 1813.

## Enlaces
- Toil'd'épices - Combava, Makhrut (página en francés)

- Datos: Q465934
- Multimedia: Citrus hystrix / Q465934
- Especies: Citrus hystrix